# Batalla de Mariúpol (2022)
El Cèrcol de Mariúpol és un enfrontament militar en curs entre la Federació Russa i Ucraïna que va començar el 25 de febrer de 2022, durant la invasió russa. La ciutat de Mariúpol es troba a l'óblast de Donetsk, i és reclamada directament per la República Popular de Donetsk, amb el suport de Rússia.

## Cèrcol

### Avanç a la ciutat
Abans de la batalla, les forces russes van bombardejar la ciutat amb artilleria el 24 de febrer, ferint 26 persones. En el matí del 25 de febrer, les forces russes van avançar cap a Mariúpol des del territori de la RPD en l'est, trobant-se amb els ucraïnesos en una batalla a prop del llogaret de Pavlopil. Els ucraïnesos van derrotar a les forces russes, suposadament destruint 22 tancs russos, segons l'alcalde de Mariupol, Vadym Boychenko.
Després de la derrota en l'est de Mariúpol, l'Armada Russa va començar un assalt amfibi en la costa de la mar d'Azov just a l'oest de Mariupol en la nit del 25 de febrer. Un funcionari de defensa estatunidenc va declarar que els russos estaven desplegant potencialment milers de marins des del cap de platja.
El 26 de febrer, les forces russes van continuar bombardejant Mariupol amb artilleria. El govern de Grècia va denunciar que 6 civils grecs van morir a conseqüència dels atacs russos a Mariúpol, 2 al poble de Sartana i 4 al poble de Buhas.
El 28 de febrer, la ciutat romania sota control ucraïnès, però sota un constant bombardeig de les forces russes que ja es disposaven a envoltar la ciutat, reforçades amb l'entrada des de l'oest per les tropes que avançaven des de Crimea i que dos dies abans havien pres la ciutat de Melitópol. La ciutat. Aquella mateixa nit, es va informar que el subministrament d'electricitat, gas i internet s'havia tallat a diverses parts de la ciutat.

### Envoltament de Mariúpol
L'1 de març, Denis Pushilin, el cap de la RPD, va anunciar que les forces de la RPD havien envoltat gairebé completament la propera ciutat de Volnovakha i que aviat farien el mateix amb Mariúpol. L'artilleria russa va bombardejar Mariúpol més tard, causant més de 21 ferits.
La ciutat va ser completament envoltada el 2 de març,  després del qual el setge es va intensificar.  Els bombardejos russos van matar un adolescent i van ferir dos adolescents més que jugaven a futbol fora. Boytxenko va anunciar que la ciutat estava patint un tall d'aigua i havia experimentat víctimes massives. També va dir que les forces russes impedien la sortida dels civils. L'artilleria russa va atacar un barri densament poblat de Mariupol, bombardejant-lo durant gairebé 15 hores. Com a resultat, el barri va ser danyat massivament, i el tinent d'alcalde Sergiy Orlov va informar que "almenys centenars de persones han mort".
El matí del 3 de març, la ciutat va ser bombardejada de nou per les tropes russes. Eduard Basurin, el portaveu de la milícia de la DPR, va demanar formalment a les forces ucraïneses assetjades a Mariúpol que es rendissin o s'enfrontessin a "atacs dirigits". El portaveu del Ministeri de Defensa rus, Igor Konashenkov, va informar que les forces de la RPD havien reforçat el setge i que tres assentaments propers havien estat capturats.
El 4 de març, Boytxenko va declarar que els subministraments de la ciutat s'estaven esgotant i va demanar un corredor d'evacuació humanitària i reforços militars ucraïnesos. També va declarar que els BM-21 Grad russos estaven bombardejant els hospitals de la ciutat i que els residents de Mariúpol ja no tenien calefacció, aigua corrent o electricitat.  Més tard aquell dia, es va proposar un alto el foc temporal per a la regió de Mariúpol per tal de permetre als ciutadans evacuar.
El 5 de març, el govern ucraïnès va anunciar el seu desig d'evacuar 200.000 civils de Mariúpol. El Comitè Internacional de la Creu Roja (CICR) va anunciar que actuaria com a garant d'un nou alto el foc per permetre aquesta evacuació.  La Creu Roja va descriure la situació a Mariupol com "extremadament nefasta". Després de tres dies de bombardeig, es va anunciar un alto el foc entre les 11:00 i les 16:00. Els civils van començar a evacuar de Mariupol per un passadís humanitari fins a la ciutat de Zaporíjia. Quan els civils van entrar al passadís d'evacuació, les forces russes van continuar bombardejant la ciutat, obligant els evacuats a tornar enrere.
El 6 de març, la Creu Roja va anunciar que un segon intent d'evacuació de civils de Mariupol havia fracassat de nou.  Anton Herashchenko, un funcionari ucraïnès, va dir que el segon intent d'un corredor humanitari per a civils a Mariupol va acabar amb un bombardeig rus. La Creu Roja va informar que hi havia "escenes devastadores de patiment humà" a Mariúpol.  Més tard al matí, Inna Sovsun, una membre del parlament ucraïnesa, va declarar que la canonada de combustible que subministra Mariúpol va ser danyada per les forces russes, deixant més de 700.000 persones sense calor, i va suggerir que la gent podria morir congelada, ja que la temperatura en aquell moment sovint baixava dels 0 °C (32 °F). El bombardeig també va colpejar l'última torre mòbil en funcionament de la ciutat.
El 7 de març, el director d'operacions del CICR va afirmar que els acords de corredors humanitaris només s'havien fet en principi, sense la precisió requerida per a la seva implementació, que necessitaven rutes, horaris i si es podien arribar mercaderies per acordar-se. L'equip del CICR havia trobat que una de les carreteres del corredor proposades estava minada, i el CICR estava facilitant converses entre les forces russes i ucraïneses.
El 8 de març es va fer un altre intent d'evacuació de civils, però el govern ucraïnès va acusar Rússia de tornar a violar l'alto el foc bombardejant el corredor d'evacuació.
El 9 de març, l'Associated Press va informar que desenes de civils i soldats ucraïnesos estaven sent enterrats per treballadors de la ciutat en una fossa comuna en un dels cementiris de la ciutat. Els bombardejos russos havien colpejat el cementiri el dia anterior, interrompent els enterraments i danyant un mur.  Més tard, un altre intent d'alto el foc va fracassar després que Orlov informés que els soldats russos havien obert foc contra els treballadors de la construcció i els punts d'evacuació. Orlov va descriure l'escassetat de subministrament de la ciutat com a tan greu que els residents estaven fonent la neu per aconseguir aigua. Més tard aquell dia, l'Ajuntament de Mariupol va emetre una declaració que un atac aeri rus havia colpejat i destruït una maternitat i un hospital infantil. Oficials ucraïnesos van declarar que tres civils van morir i almenys 17 van resultar ferits.

## Avenços urbans

### Empenta russa a la ciutat
El 12 de març l'exèrcit ucraïnès va declarar que les forces russes havien capturat els afores est de Mariupol.  Més tard, un comboi de vehicles de 82 ètnics grecs va poder sortir de la ciutat per un corredor humanitari.
El 13 de març, Boytxenko va declarar que les forces russes havien bombardejat la ciutat almenys 22 vegades en les 24 hores anteriors, amb un centenar de bombes, i va afegir que les últimes reserves d'aliments i aigua de la ciutat s'estaven esgotant.  El Ministeri d'Afers Interns d'Ucraïna va dir que la Guàrdia Nacional d'Ucraïna havia danyat diversos vehicles blindats russos amb atacs d'artilleria durant el dia. İsmail Hacıoğlu, el cap de la mesquita local del sultà Soliman, va declarar que 86 ciutadans turcs a la ciutat estaven esperant l'evacuació del govern turc.
El 14 de març més de 160 cotxes van poder sortir de la ciutat a les 13:00 hora local, la primera evacuació permesa durant el setge. El Ministeri de Defensa rus va declarar que s'havien portat 450 tones d'ajuda humanitària a la ciutat després que les forces russes capturessin els afores.  Més tard es va dir que els oficials militars ucraïnesos van matar 150 soldats russos i van destruir 10 vehicles russos.
El mateix dia, Ramzan Kadyrov, el cap de Txetxènia, va declarar que els soldats txetxens estaven participant en el setge i havien entrat breument a Mariupol abans de retirar-se. Kadyrov també va declarar que Adam Delimkhanov, un aliat proper i membre de la Duma de l'Estat, era el comandant de les forces txetxenes a Mariupol.  El funeral del capità Alexey Glushchak del GRU es va celebrar a Tiumén, i es va revelar que va morir prop de Mariupol, probablement en les primeres etapes del setge.
El 15 de març, uns 4.000 vehicles amb uns 20.000 civils van poder sortir de la ciutat.
El funcionari del govern ucraïnès Anton Herashchenko va dir que el major general rus Oleg Mityaev, comandant de la 150a divisió de fusells motoritzats, va morir quan les forces russes van intentar assaltar la ciutat.  El Teatre Regional de Donetsk, que albergava centenars de civils, va ser colpejat per un atac aeri rus el 16 de març i va ser destruït.  Pavlo Kyrylenko, el governador de l'oblast de Donetsk, va declarar més tard que les forces russes també havien apuntat a la piscina Neptú.
El 18 de març, les forces de la DPR van dir que havien capturat l'aeroport de Mariupol a les forces ucraïneses.  Els enfrontaments van arribar més tard al centre de la ciutat, segons l'alcalde.
El 19 de març, les forces russes i ucraïneses van començar a lluitar a la planta siderúrgica d'Azovstal. El mateix dia, el president Volodímir Zelensky va atorgar al coronel Volodímir Baranyuk i al major Denys Prokopenko, líders de la defensa a Mariupol, l'honor d'Heroi d'Ucraïna, el màxim guardó militar del país. Durant aquest temps, mentre intentava transportar els morts i ferits a l'hospital d'Azovstal, el major Mykyta Nadtochii, comandant del segon batalló del regiment d'Azov, va resultar ferit en un atac aeri rus.
El 20 de març, l'ajuntament de Mariupol va afirmar que les forces russes havien deportat per la força "diversos milers" de persones a camps i ciutats remotes de Rússia durant la setmana passada. Rússia va negar l'acusació.  El mateix dia, un edifici d'una escola d'art, que havia albergat unes 400 persones, va ser destruït en un bombardeig rus. No es va disposar immediatament d'informació sobre les víctimes.
El 21 de març, es va dur a terme la primera evacuació d'helicòpters des d'Azovstal, ja que vuit o nou soldats greument ferits van ser evacuats, incloent-hi el major ferit Nadtochii. Dos helicòpters Mil Mi-8 ucraïnesos van volar a Azovstal com a part de l'Operació Corredor Aeri, portant un equip de forces especials amb caixes de míssils Stinger i Javelin, així com un sistema d'Internet per satèl·lit. L'Operació Corredor Aeri va durar fins al 7 d'abril, quan un helicòpter va ser abatut, seguit de l'enderrocament d'un segon helicòpter que va ser enviat com a part dels esforços de rescat per buscar supervivents del primer abatiment. Els quatre membres de les forces especials a bord del segon helicòpter van ser assassinats, juntament amb la tripulació de l'helicòpter. Ucraïna va afirmar que 85 soldats ferits de gravetat van ser evacuats com a part de l'Operació Corredor Aeri durant set missions a la planta d'Azovstal per abastir o lliurar reforços utilitzant uns 16 Mi-8, en parells o quatre, dos dels quals van ser abatuts, juntament amb l'helicòpter de rescat, segons el general major Kyrylo Budanov. En contrast, el president ucraïnès Zelenski va declarar que el 90% dels pilots d'helicòpter enviats a Mariupol durant el setge per abastir les forces ucraïneses i evacuar els ferits es van perdre a causa de les defenses aèries russes.
El 23 de març, les autoritats locals, inclòs l'alcalde, van abandonar la ciutat a causa de la deterioració de la situació. L'endemà, les forces russes van entrar al centre de Mariupol, prenent l'Església Ortodoxa de la Intercessió de la Mare de Déu. L'administració de la ciutat va al·legar que els russos estaven intentant desmoralitzar els residents cridant públicament les reclamacions de victòries russes, incloent-hi declaracions que Odessa havia estat capturat.
Vadym Boychenko va dir el 27 de març que mentre Mariupol encara estava sota control ucraïnès, les forces russes havien entrat profundament a la ciutat i que la població de la ciutat necessitava una "evacuació completa". En aquest punt, els soldats ucraïnesos s'havien quedat sense menjar i aigua potable neta, i un analista creia que les forces ucraïneses no podrien lluitar més enllà d'uns pocs dies. No obstant això, els oficials ucraïnesos es van negar a evacuar la ciutat, ja que no volien abandonar als seus soldats ferits i morts i civils. El museu informàtic "Club 8-bit" va ser destruït.
El 28 de març, l'alcalde Vadym Boychenko va dir que "estem en mans dels ocupants avui" en una entrevista televisada, i un portaveu de l'oficina de l'alcalde de Mariupol va anunciar que "gairebé 5.000 persones" havien estat assassinades a la ciutat des de l'inici del setge. El govern ucraïnès va estimar que "de 20.000 a 30.000" residents de Mariupol havien estat enviats a la força a camps a Rússia sota control militar rus. Durant el dia, les forces russes es van apoderar de l'edifici administratiu del districte de Kalmiuski del nord i de la caserna general militar del Batalló Azov. L'endemà, es va informar que les forces russes probablement havien dividit les tropes ucraïneses a la ciutat en dues i possiblement fins i tot tres bosses. Segons Rússia, un helicòpter ucraïnès Mil Mi-8 va ser abatut, ja que es dirigia a Mariupol per evacuar els líders del Regiment d'Azov.
El 2 d'abril, les forces russes van capturar l'edifici de la SBU al centre de Mariúpol, després de la qual cosa no es va informar de la lluita a la zona.
El 4 d'abril, un batalló ucraïnès es va rendir, amb oficials russos declarant dos dies més tard que van capturar 267 marins ucraïnesos del 503è Batalló de les Forces Navals Ucraïneses. A causa de la rendició, les línies entre la 36a Brigada de Marines Separats ucraïnesa i el Batalló Azov havien estat trencades. Un míssil de l'Armada Russa va colpejar un vaixell de càrrega amb base a Malta anomenat Dominica, resultant en el foc del vaixell.
El 7 d'abril, el RPD va anunciar que Mariupol central havia estat alliberat de les forces ucraïneses.
El 8 d'abril les tropes russianes es van apoderar de la part sud del port de Mariupol.
El 10 d'abril, les forces russes van capturar el port de pesca, separant les tropes ucraïneses al port de les de la planta d'acer d'Azovstal en dues bosses, mentre que una possible tercera butxaca estava centrada en la planta d'acer d'Illich al nord. L'endemà, les forces del RPD van afirmar haver capturat el 80% de Mariúpol. Les forces ucraïneses locals esperaven que la ciutat caigués aviat, ja que s'estaven quedant sense munició, i els analistes de l'Institut per a l'Estudi de la Guerra creien que Mariúpol cauria en una setmana.

### Bosses finals de resistència
L'11 d'abril, els mitjans russos van informar que 160 militars ucraïnesos de la 36a Brigada de Marines Separats van ser capturats amb el seu equipament. Al voltant del mateix temps, un batalló de tancs de la 17a Brigada de Tancs, que estaven fent operacions de suport a la 36a Brigada, no va seguir el pla de Baranyuk i va trencar el setge. Van utilitzar dos tancs, canons antiaeris i cotxes per al transport, i després de sortir van continuar a peu durant 175 km fins a arribar a posicions ucraïneses amistoses. Per portar els seus homes a la seguretat, el comandant de la unitat, el coronel Liutenant Oleg Grudzevych, va rebre la medalla d'Heroi d'Ucraïna.
Durant la nit entre l'11 i el 12 d'abril, Baranyuk va dirigir la 36a Brigada de Marines Separats en un intent de trencar el setge rus a la planta d'acer Illich al nord. Després de ser descoberts, van irrompre en grups més petits, amb alguns d'ells aconseguint enllaçar amb combatents del Batalló Azov a la planta d'Azovstal al sud-est. Un gran nombre de militars ucraïnesos van ser assassinats o capturats durant la fugida. El destí de Baranyuk inicialment es va mantenir desconegut. Més tard, el DPR va afirmar que havien identificat el cos de Baranyuk després que les seves forces especials bloquegessin la ruptura ucraïnesa. No obstant això, el 8 de maig, Baranyuk va aparèixer viu en una entrevista amb RT, juntament amb el cap de l'estat major de la 36a Brigada, Dmytro Kormiankov. Es va informar que havien estat capturats durant l'intent de sortida.
El 12 d'abril, Aiden Aslin, un home britànic que lluitava amb la Marina ucraïnesa, va informar que la seva unitat es rendiria des que s'havien quedat sense munició, menjar i altres subministraments. Posteriorment, al vespre, Rússia va declarar que 1.026 marines de la 36a Brigada de Marines s'havien rendit a la planta d'acer d'Illich, inclòs 162 oficials i 400 combatents ferits. Més tard, Rússia va dir que va capturar 134 soldats ucraïnesos addicionals, portant el nombre total de presoners a 1.160. Ucraïna va confirmar que gairebé 1.000 marines havien estat capturats, incloent-hi ferits i els que van romandre a la planta d'Illich.

## Resistència ucraïnesa a la Siderurgia Azovstal

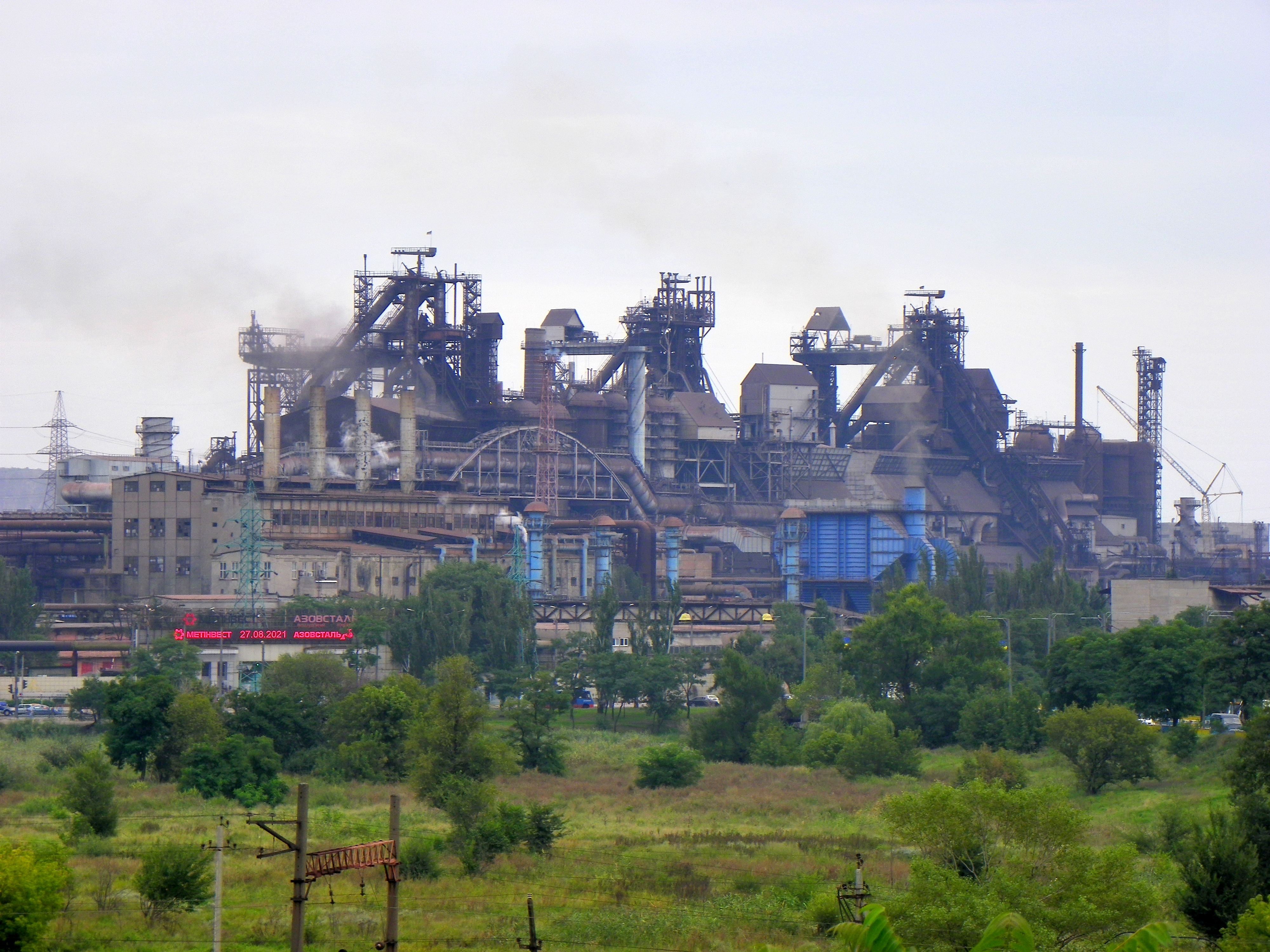
Vista de la plata d'Azovstal

### Retirada a Azovstal
El 15 d'abril Un comandant militar ucraïnès va fer una crida perquè els reforços militars vinguessin i "trenquessin el setge" de Mariúpol. També va dir que "la situació és crítica i la lluita és ferotge", però que enviar reforços i trencar el setge "es pot fer i s'ha de fer al més aviat possible". la situació era crítica i els combats ferotges, i el portaveu del Ministeri de Defensa d'Ucraïna, Oleksandr Motuzianyk, va informar que Rússia va començar a utilitzar bombarders de llarg abast Túpolev Tu-22M3 per atacar objectius a Mariupol. La fàbrica d'acer d'Azovstal, el cor d'una de les bosses de resistència restants, estava ben defensada i descrita com una "fortalesa dins d'una ciutat", ja que la planta siderúrgica era un complex enorme que dificultava la localització de les forces ucraïneses i tenia tallers que eren difícils de destruir des de l'aire. A més, el complex contenia un sistema de túnels subterranis, que faria que la neteja de tot el complex fos difícil. Durant el dia, les forces russes van capturar la base de la 12a Brigada Operativa de la Guàrdia Nacional d'Ucraïna a l'oest de Mariupol.
El 16 d'abril, les tropes del DPR van prendre una estació de policia prop de la platja de Mariúpol i es va confirmar que les forces russes havien agafat el Centre de Control de Trànsit de Vaixells al port. Diversos dies després que el port fos capturat, el 20 d'abril, un oficial de la Marina Ucraïnesa reclamà que les forces de la Marina i d'Azov de la planta d'Azovstal dugueren a terme una operació d'evacuació d'uns 500 membres de la Guàrdia Fronterera ucraïnesa i la Policia Nacional del port, ja que s'estaven quedant sense munició. Segons l'oficial, les forces ucraïneses de la bossa d'Azovstal van fer un avanç blindat cap al port i van proporcionar foc de cobertura, mentre els 500 soldats assetjats es retiraven a la planta d'Azovstal. Posteriorment, Rússia va anunciar que totes les àrees urbanes de la ciutat havien estat netejades, al·legant que les forces ucraïneses només es van quedar a la planta d'acer d'Azovstal. No obstant això, es va informar que la lluita continuava prop del carrer Flotskaya al districte occidental de Primorsky.

### Setge d'Azovstal
El 20 d'abril, les forces russes i el DPR van fer petits avenços als afores de la planta d'Azovstal.
El 21 d'abril, el president rus Vladímir Putin va ordenar a les tropes russes que no assaltessin la planta d'acer d'Azovstal, sinó que la bloquegessin fins que les forces ucraïneses es van quedar sense subministraments. També va informar que "la finalització del treball de combat per alliberar Mariúpol és un èxit", mentre que un funcionari ucraïnès va refutar els comentaris de Putin, dient que l'elecció de Rússia d'implementar un bloqueig sobre l'assalt a la planta d'acer significava que Rússia havia admès la seva incapacitat per capturar físicament Mariúpol. El general Sir Richard Barrons, ex comandant del Comandament Conjunt de Forces del Regne Unit, va avaluar que la batalla per la planta ja no era "realment rellevant" pel que fa al control de la ciutat i les seves carreteres, ja que Rússia i Crimea estaven connectades. En la seva opinió, derrotar les forces ucraïneses a la planta hauria estat "molt difícil" per a les tropes russes sense un "enorme cost per a ambdues parts". Malgrat el bloqueig ordenat, les forces russes van avançar a 20 metres d'algunes posicions ucraïneses.
El 22 d'abril, es va pensar que el districte occidental de Primorski estava net per les forces russes, sense més informes de lluita, amb totes les forces ucraïneses restants envoltades per la planta d'acer d'Azovstal.
El 23 d'abril, segons Ucraïna, es van reprendre els atacs aeris i un aparent assalt terrestre sobre les acereries Azovstal. Un assessor del president ucraïnès va dir: "L'enemic està intentant escanyar la resistència final dels defensors de Mariúpol a la zona d'Azovstal". Tanmateix, això no es va poder confirmar de manera independent. El cap de seguretat ucraïnès Oleksiy Danilov va afirmar que a la nit, un helicòpter havia subministrat Azovstal. El mateix dia, es va informar que Rússia estava redistribuint forces de Mariúpol a altres fronts de l'est d'Ucraïna, amb Rússia redistribuint 12 unitats de Mariúpol. L'endemà, les forces russes van continuar bombardejant posicions ucraïneses a la planta d'acer d'Azovstal, amb informes que les forces russes podrien haver estat planejant un nou assalt a la instal·lació.
Durant la nit del 27 al 28 d'abril, els atacs aeris més durs encara es van dur a terme contra Azovstal, amb més de 50 atacs per avions Túpolev Tu-22M33, Su-25s i Su-24s colpejant la instal·lació, segons Ucraïna. Ucraïna va reclamar que un hospital militar de camp va ser colpejat, amb el nombre de ferits augmentant de 170 abans de la vaga a més de 600 després del bombardeig.

### Evacuació dels civils
El 30 d'abril, les Nacions Unides i el Comitè Internacional de la Creu Roja (CICR) van començar a realitzar evacuacions a través d'un corredor humanitari. Aquest corredor es va fer després d'un viatge del secretari general de les Nacions Unides António Guterres a Moscou la setmana anterior, on personalment va negociar un acord. 20 civils havien abandonat la planta d'acer d'Azovstal, mentre que els mitjans russos van reclamar un nombre de 25. Es van iniciar converses per intentar alliberar els 1.000 civils restants. Almenys dues de les esposes dels membres del Regiment d'Azov van demanar una evacuació concurrent de les aproximadament 2.000 forces que es quedarien enrere després de l'evacuació civil, destacant les preocupacions del tractament com a presoners de guerra pels russos i la manca de subministraments mèdics i alimentaris.
El 2 de maig es va informar que uns 100 civils havien estat evacuats. Els avions russos, segons el Departament de Defensa dels Estats Units, utilitzaven bombes de fusta a Mariupol. També es va informar que les forces terrestres russes estaven sortint de la ciutat, possiblement per reforçar les seves posicions en altres llocs del Donbas, on Rússia estava duent a terme una ofensiva a gran escala. Segons un oficial del Departament de Defensa dels Estats Units: "Llargement els esforços al voltant de Mariúpol per als russos estan ara en el regne dels atacs aeris".
El 3 de maig, les forces russes a Mariúpol van reiniciar els seus atacs a Azovstal. Les forces ucraïneses van culpar l'èxit rus a un electricista que va donar a les forces russes informació sobre la xarxa de túnels subterranis, afirmant: "ahir, els russos van començar a assaltar aquests túnels, utilitzant la informació que van rebre del traïdor".
El 5 de maig, The Telegraph va informar que Rússia havia intensificat el bombardeig dels búnquers de la fàbrica d'acer mitjançant l'ús de bombes termobàriques per augmentar la devastació de la potència de foc desplegada contra els soldats ucraïnesos que havien perdut tot contacte amb el govern de Kíiv; en les seves últimes comunicacions, Zelenski havia autoritzat al comandant de la fàbrica d'acer assetjada a rendir-se quan fos necessari sota la pressió d'un augment dels atacs russos.
El 6 de maig, uns 500 civils, en total, havien estat evacuats segons les Nacions Unides. El Regiment d'Azov va informar d'un combatent mort i sis ferits mentre ajudava a evacuar civils.
El 7 de maig, el govern ucraïnès va anunciar que totes les dones, nens i ancians que havien estat a l'interior de la planta d'acer d'Azovstal havien estat evacuades.

## Rendició de la Siderurgia Azovstal
El 8 de maig, el comandant de la 36a Brigada de Marines Separada, Serhiy Volynskyi, va demanar "que un poder superior trobi una manera d'esbrinar el nostre rescat". Pel que fa a les seves condicions actuals, "Sembla que he aterrat en un infernal programa de telerealitat en què els soldats lluitem per les nostres vides i el món sencer veu aquest interessant episodi. El dolor, el sofriment, la fam, la misèria, les llàgrimes, els temors, la mort. Tot és real". El president Zelenskyy va prometre "estem treballant en l'evacuació dels nostres militars".
El 9 de maig, la República Popular de Donetsk va celebrar una desfilada del Dia de la Victòria a Mariupol. El líder de la República, Denís Puixilin va participar en l'esdeveniment. Al mateix temps, es va celebrar una reunió prop de Mariupol en la qual van participar representants militars russos i comandants ucraïnesos d'Azovstal, inclòs el Major Prokopenko, que van ser portats al lloc de reunió per vehicles blindats russos d'Azovstal. Durant la reunió, es van acordar els termes de la rendició dels ucraïnesos.
El 10 de maig, les autoritats ucraïneses van informar que més de 1.000 soldats ucraïnesos, centenars d'ells ferits, van quedar atrapats dins de les acereries d'Azovstal.
El 12 de maig, l'Institut per a l'Estudi de la Guerra va assenyalar la manca d'una ofensiva terrestre russa, però va assenyalar que les forces russes probablement havien assegurat l'autopista M14 l'endemà.
El 16 de maig, Aleksandr Khodakovski, comandant d'una brigada de la RPD estacionada prop d'Azovstal, va declarar que un grup de nou soldats havien sortit de la planta per negociar sota una bandera blanca. El mateix dia, l'Estat Major d'Ucraïna va anunciar que la guarnició de Mariúpol havia "complit la seva missió de combat" i que havia començat l'"evacuació" de la planta d'acer d'Azovstal. L'exèrcit va dir que 264 membres del servei, 53 d'ells greument ferits, havien estat portats amb autobús a zones controlades per les forces russes.Una publicació a les xarxes socials va ser publicada pel comandant del Regiment d'Azov Denys Prokopenko afirmant: "Per salvar vides, tota la guarnició de Mariúpol està implementant la decisió aprovada del Comandament Militar Suprem i espera el suport del poble ucraïnès." Els soldats ucraïnesos ferits de la planta d'Azovstal van ser portats a la ciutat controlada per la RPD de Novoazovsk per al tractament. L'evacuació de les tropes ferides va ser seguida en els dies posteriors per la rendició de la resta de la guarnició. El viceministre de Defensa ucraïnès Hanna Maliar va dir: "Gràcies als defensors de Mariúpol, Ucraïna va guanyar un temps important per formar reserves i reagrupar forces i rebre ajuda dels socis. I van complir totes les seves tasques. Però és impossible desbloquejar Azovstal per mitjans militars."
El secretari de premsa rus Dmitri Peskov va dir que el president rus Vladímir Putin havia garantit que els combatents que es rendissin serien tractats "d'acord amb els estàndards internacionals", mentre que el president ucraïnès Volodímir Zelenski va dir en un discurs que "la feina de portar els nois a casa continua, i aquest treball necessita delicadesa i temps". Alguns prominents legisladors russos van demanar al govern que negués els intercanvis de presoners per als membres del Batalló Azov. El CICR va registrar les tropes rendits com a presoners de guerra a petició d'ambdues parts, recollint informació per contactar amb les seves famílies.
El 18 de maig, l'artilleria i els avions russos van bombardejar una vegada més els defensors restants d'Azovstal. Els líders de la RPD van afirmar que els comandants locals d'alt rang ucraïnesos encara no s'havien rendit. Segons fonts russes, els últims defensors es van rendir el 20 de maig, entre ells el tinent coronel Prokopenko, el major Volynskyi i el capità Svyatoslav Palamar, subcomandant del Batalló Azov. El Ministeri de Defensa rus va afirmar que en total 2.439 presoners havien estat presos a Azovstal entre el 16 i el 20 de maig, i que la planta d'acer estava ara sota el control de les forces russes i de la RPD.